# Rudi Geil
Rudolf Geil, Rudi Geil (ur. 25 kwietnia 1937 w Lahnstein, zm. 12 lutego 2006 w Lahnstein), polityk niemiecki, działacz Unii Chrześcijańsko-Demokratycznej (CDU).
Pełnił funkcję ministra spraw socjalnych, zdrowia i środowiska (1981–1985), ministra gospodarki (1985-1987) oraz ministra spraw wewnętrznych (1987-1991) w rządzie landu Nadrenii-Palatynatu. W lutym 1993 objął resort spraw wewnętrznych w rządzie Meklemburgii-Pomorza Przedniego, kierowanym przez Berndta Seitego. Zasiadał w rządzie lokalnym do 1997, później był m.in. sekretarzem stanu przy rządzie federalnym ds. dawnych landów wschodnich.
W 1998 został odznaczony Wielkim Krzyżem Zasługi RFN z Gwiazdą. Zmarł w wieku 68 lat po długiej chorobie.